# Александровский район (Донецкая область)

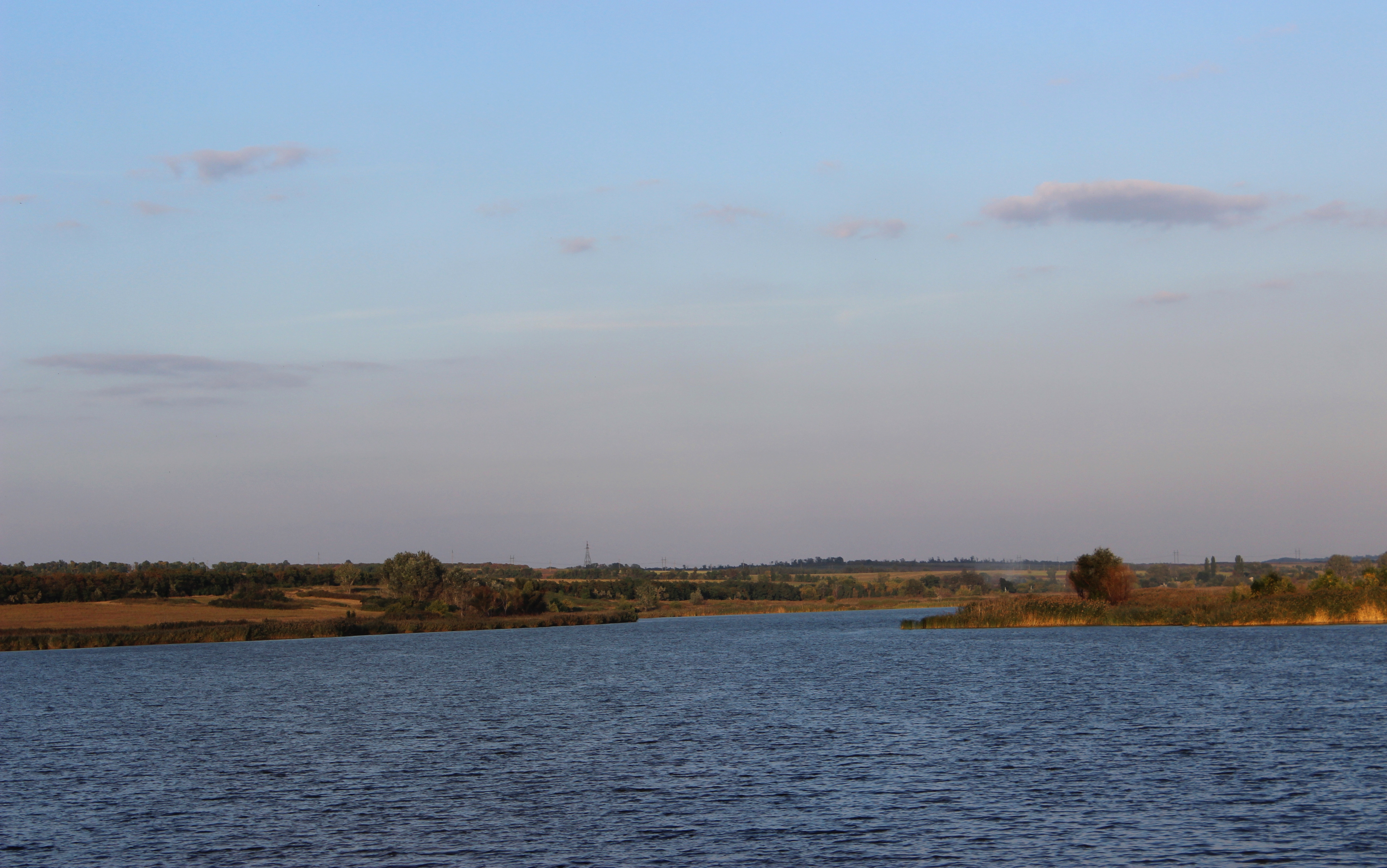
Пруд, Александровский район

Алекса́ндровский райо́н (укр. Олекса́ндрівський райо́н) — упразднённое административно-территориальное образование на северо-западе Донецкой области Украины. 17 июля 2020 года постановлением Верховной рады «О создании и ликвидации районов» был ликвидирован и вошёл в состав Краматорского района.

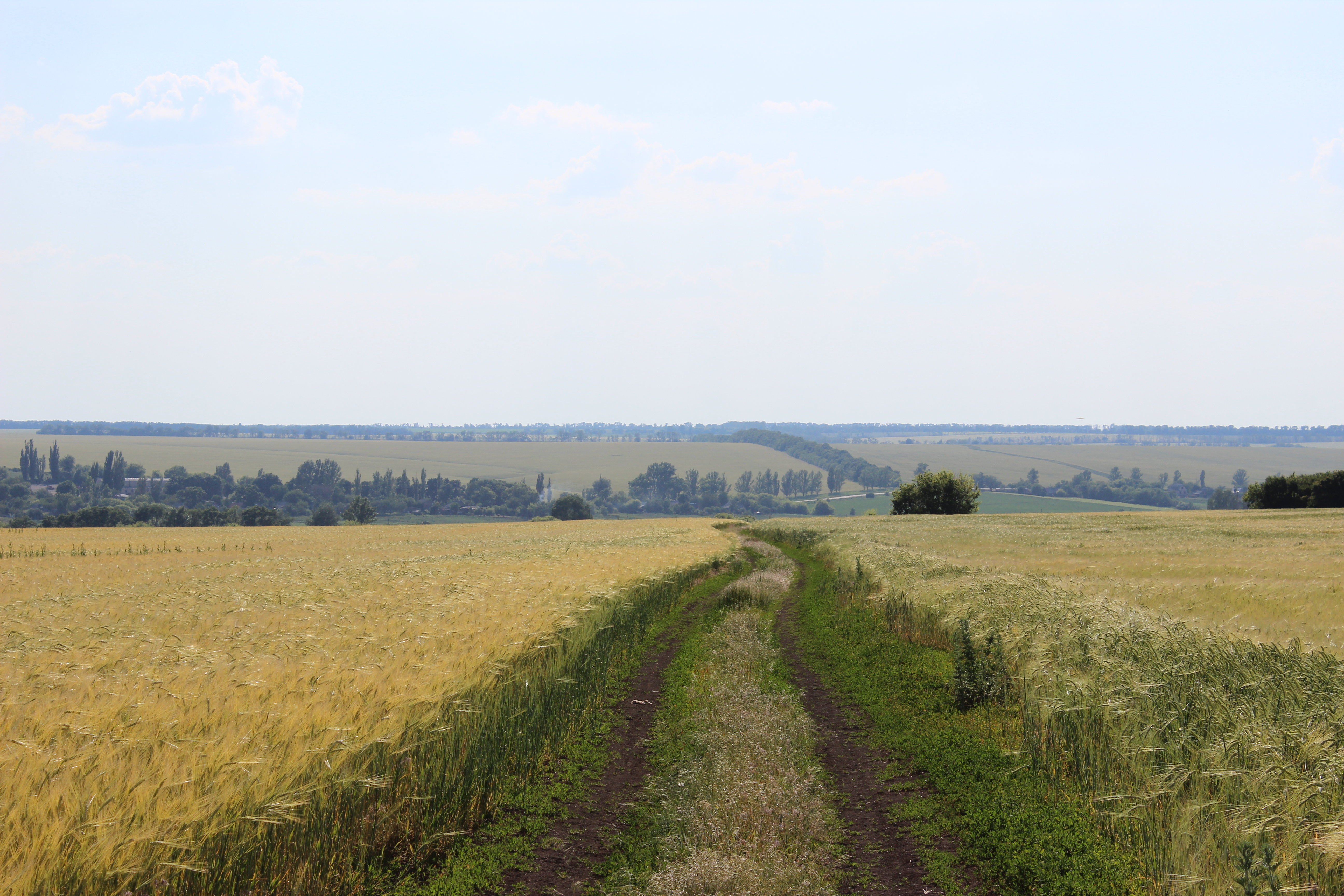
Александровский район

4 амбулатории, 3 больницы. Большая часть района (севернее реки Самара и Краматорского водохранилища) до 1917 года входила в состав Харьковской губернии.

## История
Район образован 7 марта 1923 года. 21 января 1959 года к Александровскому району была присоединена часть территории упразднённого Андреевского района.
В 1962—1964 гг., в результате укрупнения сельских районов, Александровский район был включен в состав Красноармейского района.
26 мая 1965 года решением № 406 Донецкого облисполкома центру восстановленного 4 января 1965 года Александровского района — селу Александровка присвоен статус поселка городского типа.
17 июля 2020 года постановлением Верховной Рады от 17 июля 2020 года «О создании и ликвидации районов» был ликвидирован и вошёл в состав Краматорского района.

## Население
2019 год. Численность населения — 17 955 чел., городское население: 3482 человека. Сельское население: 14 473 человека.
Данные переписи населения 2001 года:
| N | Национальность | Количество | Уд. вес (%) |
| - | -------------- | ---------- | ----------- |
| 1 | Украинцы       | 21162      | 91,86       |
| 2 | Русские        | 1533       | 6,65        |
| 3 | Белорусы       | 110        | 0,48        |
|   | Всего          | 23036      | 100,00      |

## Населённые пункты
Центр — пгт Александровка (3482 чел.). В составе 1 пгт (райцентр), 15 сельсоветов, 65 населённых пунктов.
Сельсоветы:
- Беззаботовский
- Веселогорский
- Высокопольский
- Золотопрудский
- Иверский
- Криничанский
- Мирнодолинский
- Михайловский
- Некременский
- Новоалександровский
- Очеретинский
- Петровский Второй
- Самарский
- Спасско-Михайловский
- Староварваровский
- Степановский

## Экономика

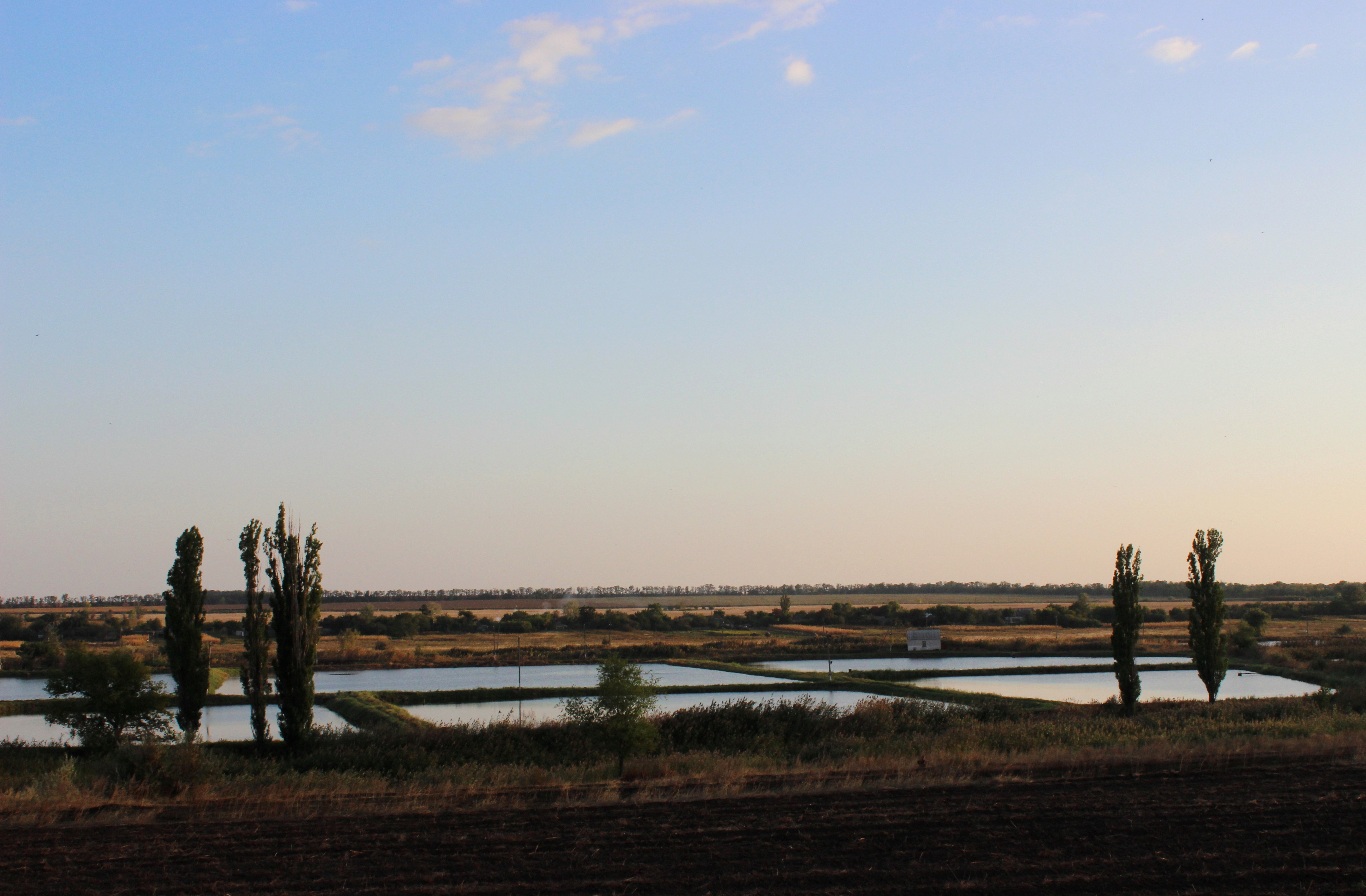
Рыбхоз

17 колхозов, 4 совхоза, 3 промышленных предприятия, 4 стройорганизации. Источники минеральных вод («Золотой колодец», Кудлинское).

## Природа
Охраняемые природные территории:
- Коханое
- Колодезное
- Казанок
- Верхнесамарский заказник
- Мирное поле
- Широкий лес
- Балка Зелёная
- Долгенький лес